# 1990 SL2
1990 SL2 är en asteroid i huvudbältet som upptäcktes den 17 september 1990 av den amerikanske astronomen Henry E. Holt vid Palomarobservatoriet.
Asteroiden har en diameter på ungefär 4 kilometer.